# Żydowska Organizacja Bojowa

Flaga Żydowskiej Organizacji Bojowej

Żydowska Organizacja Bojowa (ŻOB Jidysz: ייִדישע קאַמף אָרגאַניזאַציע Jidisze Kamf Organizacje) – działająca w kilku większych miastach konspiracyjna organizacja zbrojnego oporu Żydów polskich w trakcie Holokaustu, najbardziej znana spośród formacji żydowskiego ruchu oporu podczas II wojny światowej.

## Historia

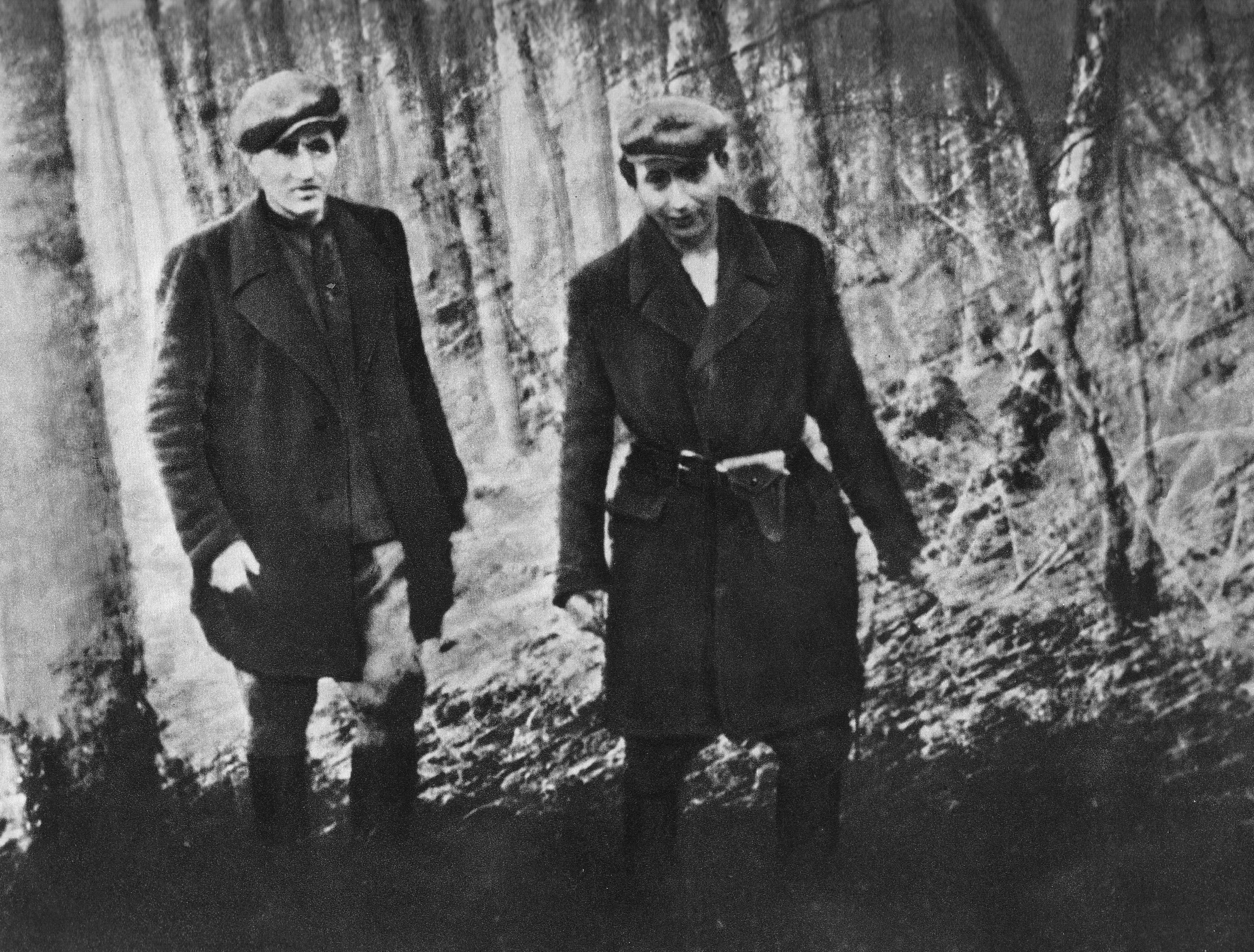
Żołnierze ŻOB Jan Bilak i Jakub Putermilch. Obydwaj walczyli później w powstaniu warszawskim

Oddziały bojowe ŻOB powstały 28 lipca 1942 roku w getcie warszawskim spośród członków Organizacji Bojowej Bloku Antyfaszystowskiego kierowanej przez lewicowców, organizacji młodzieżowej partii Bund (połączenie 15 października 1942) oraz organizacji syjonistycznych Ha-Szomer Ha-Cair, Dror, organizacji Cukunft i grup Akiba. Do ŻOB dołączyli członkowie partii Poalej Syjon i PPR. Dowódcą został Mordechaj Anielewicz „Malachi” z Ha-Szomer Ha-Cair. W skład ŻOB nie weszli członkowie prawicowej organizacji Betar, którzy przyłączyli się do organizacji ŻZW, utworzonej przez oficerów Wojska Polskiego żydowskiego pochodzenia.
Do armii bezpośredniego akcesu nie zgłosił Bund, lecz później organizacja ta nawiązała współpracę z Żydowskim Komitetem Narodowym w ramach Komisji Koordynacyjnej. Ciała te koordynowały reprezentację dużej części środowisk żydowskich we współpracy z polskim podziemiem i Rządem RP na uchodźstwie.
W sierpniu 1944 roku redaktor naczelny „Biuletynu Informacyjnego” Aleksander Kamiński ostrzegał ocalonych z powstania w getcie Marka Edelmana i Szymona Ratajzera, że Żydowska Organizacja Bojowa nie powinna w tym momencie przyłączać się do AK bo po jej rozszerzeniu o NSZ nie będą w jej szeregach bezpieczni. Radził im wstąpienie do Armii Ludowej. Przedstawiciele partyzantki komunistycznej odmówili przyjęcia żobowców tłumacząc to zbyt dużą odpowiedzialnością historyczną. Twierdzili, że ocalałych z powstania w getcie powinno się chronić jak eksponaty muzealne.

### Działalność

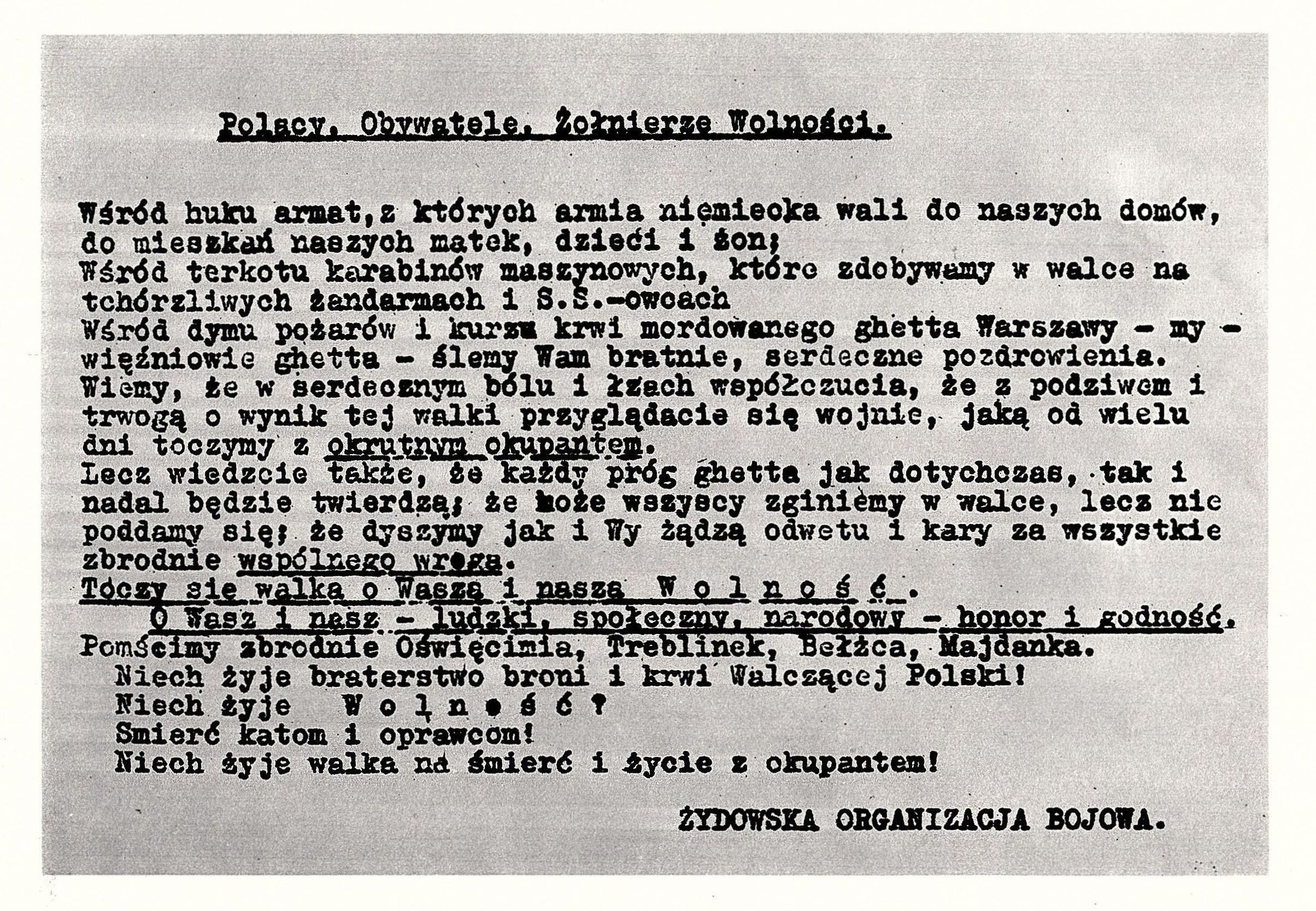
Odezwa ŻOB wystosowana do ludności polskiej podczas powstania w getcie warszawskim 23 kwietnia 1943

Organizacja uzbrajana była przez Armię Krajową i Gwardię Ludową, a politycznie uznawała go za bojową organizację Żydów w getcie zarówno Delegatura Rządu na Kraj, jak i Polska Partia Robotnicza. Politycznie ŻOB podlegała Żydowskiemu Komitetowi Narodowemu utworzonemu 15 października 1942, a pośrednio Delegaturze Rządu. Organizacja zajmowała się budowaniem tzw. bunkrów w getcie, przeprowadzała ekspropriacje w celu zdobycia środków na broń (między innymi napady na kasę Judenratu i bank getta), sprowadzała i gromadziła broń, prowadziła propagandę oporu, zwalczała członków żydowskich kolaboracyjnych formacji podszywających się pod ruch oporu („Trzynastka” i organizacja „Żagiew”), likwidowała skazanych na śmierć konfidentów i kolaborantów (np. zastępcę komendanta policji żydowskiej Jakuba Lejkina). Wkrótce konspiracja w praktyce przejęła władzę w dzielnicy z rąk Judenratu. W styczniu 1943 r. ŻOB po raz pierwszy stawiła zbrojny opór Niemcom i ich kolaborantom, którzy wkroczyli do getta, by na osobisty rozkaz Himmlera przeprowadzić tam drugą akcję deportacyjną.
Oddziały lokalne ŻOB powstały także w Krakowie, Częstochowie, Będzinie i Sosnowcu, założone przez wysłanników warszawskiej ŻOB. Stawiły one później zbrojny opór w momencie likwidacji gett w tych miastach. Komórka krakowska dokonała także spektakularnego ataku 22 grudnia 1942, obrzucając granatami krakowską kawiarnię Cyganeria (wówczas nur für Deutsche), w wyniku czego zginęło według różnych szacunków od 7 do 10 niemieckich oficerów (w tej samej akcji uczestnicy rozwiesili flagi polskie na mostach i złożyli kwiaty pod pomnikiem Mickiewicza na krakowskim rynku, (aby uniknąć odwetu w getcie, GL zapisało tę akcję na swoje konto), a także licznych akcji dywersyjnych i sabotażowych poza gettem (m.in. w akcji rozkręcenia szyn kolejowych na trasie do Auschwitz).

### Powstanie w getcie warszawskim
W czasie powstania w getcie warszawskim, ŻOB składała się z 22 oddziałów podległych dowództwom dzielnicowym: pięć grup wywodziło się z organizacji Dror, cztery z Ha-Szomer Ha-Cair, cztery z GL-PPR, cztery z Bundu, oraz po jednej z Poalej Syjon-Lewica, Poalej Syjon-Prawica, Akiba, Gordonia i Ha-noar Ha-cijoni. Liczebność to według różnych danych od 220 do 600 bojowców; podczas powstania w getcie kwaterą dowództwa była kamienica przy ul. Miłej 18. Bojownicy ŻOB podczas powstania występowali pod sztandarami biało-czerwonymi, a część z nich także pod socjalistyczną flagą czerwoną. Słabo wyszkoleni i uzbrojeni bojownicy (posiadali jedynie 1 km, 1 pm, 10-15 karabinów oraz 70-200 pistoletów i rewolwerów przekazanych przez AK i GL lub zakupionych) tej organizacji stawiali opór przez prawie miesiąc.
W powstaniu zginęła większość członków ŻOB. Część z tych, którym udało się wydostać z warszawskiego getta, utworzyła oddziały partyzanckie w lasach wyszkowskich, walczące w składzie GL pod dowództwem Icchaka Cukiermana „Antka”; inni ukrywali się u chłopów i w bunkrach leśnych.
W czasie powstania warszawskiego w sierpniu 1944 grupa bojowców ŻOB pod dowództwem Icchaka Cukiermana wzięła udział w walkach na Starym Mieście w szeregach Armii Ludowej.